# Barbara Stokes
Pour les articles homonymes, voir Stokes.
Barbara Stokes (20 décembre 1922 - 22 mars 2009) est une pédiatre irlandaise et militante pour les personnes handicapées.

## Petite enfance et famille
Barbara Stokes est née à Londres le 20 décembre 1922. Ses parents sont le brigadier William Noel (décédé en 1969) et Pauline Mary Stokes (née Reynolds). Son père est irlandais et sa mère est anglaise. Stokes passe ses vacances en Irlande pendant l'été et joue au championnat irlandais de tennis junior à l'adolescence. Elle fréquente la St Paul's Girls 'School, Brook Green, Londres. Son oncle Adrian Stokes est pathologiste à l'University College London et au Guy's Hospital, et c'est grâce à lui que Stokes développe un intérêt pour la médecine. Ils correspondent alors qu'il est une région éloignée de l'Afrique de l'Ouest effectuant des recherches. Lorsque le père de Stoke prend sa retraite du Royal Army Ordnance Corps, la famille revient à Dublin à l'été 1939 et a vit à Grianán, Baily, Howth. Stokes entre au Trinity College de Dublin en septembre 1939 pour étudier la médecine.
Stokes est diplômé d'un Bachelor of Medicine and Surgery en 1945 et suit une formation de médecin à l'hôpital Meath de Dublin. Son arrière-grand-père Whitley Stokes, son arrière-oncle Sir William Stokes et son oncle Henry Stokes avaient des liens avec l'hôpital Meath. Le 10 février 1946, sa voiture heurte et tue un jeune garçon sur la route Ballybough. Stokes est reconnue coupable de conduite dangereuse en août et condamnée à deux mois de prison. Cette peine est annulée après un appel devant la cour de circuit en octobre. En 1947, Stokes reçoit un certificat en santé publique de l'University College Dublin. Elle souhaite devenir épidémiologiste, mais l'interdiction de mariage l'en empêche.
Le 10 septembre 1946, elle épouse le Dr Roderick O'Hanlon à l'Université de l'église, St Stephen's Green, Dublin. Il est obstétricien et plus tard maître adjoint de l'hôpital Rotunda. Ils ont trois fils, Andrew, Paul et Denzil, dont deux meurent avant elle. Elle était veuve en 1980,.

## Carrière
Stokes est formée par le Dr Robert Collis à l'Hôpital national pour enfants situé sur Harcourt Street. Là-bas, elle commence son travail sur l'amélioration des soins et des résultats pour les enfants handicapés physiques et intellectuels congénitaux. En 1947, elle est nommée médecin adjointe au St Ultan's Hospital for Infants et travaille également à l'hôpital Royal City de Dublin sur Baggot Street. À la fin des années 1950, elle est démonstratrice principale en pharmacie et en physiologie au Royal College of Surgeons en Irlande tout en développant un cabinet pédiatrique privé spécialisé dans le travail néonatal. Au cours de cette période, elle mène une campagne de financement pour moderniser les installations de la Liberty Creche de Meath Street. La crèche a été fondée en 1894 et dessert les travailleuses du quartier The Liberties. Tout au long de sa carrière, elle fait la promotion la Liberty Creche et la création et la surveillance de nouvelles installations similaires dans les années 1960,.
Stokes commence à faire du bénévolat auprès de l'Association des parents et amis des enfants handicapés mentaux à partir de 1955, en tant que directeur médical bénévole à temps partiel de la Maison St Michael, puis en gérant l'ensemble de l'organisation. Elle créé un service de conseil médical fournissant des services d'évaluation à l'échelle nationale en 1959, et est devenue directrice médicale à temps plein en 1961, ouvrant un service de garde pour les enfants ayant une déficience intellectuelle. Travaillant avec les parents des enfants sur l'évaluation et les conseils médicaux, Stokes était le visage public de l'organisation tout en assurant l'administration et la surveillance médicale de tous les nouveaux services et installations qui ont été ouverts dans les années 1960. Un administrateur est engagé pour gérer le travail non médical au milieu des années 1960, permettant à Stokes de se concentrer sur les services et les dispositions médicales.
Elle plaide pour une prestation de services centrée sur la communauté, critiquant l'institutionnalisation des personnes handicapées. Elle supervise l'ouverture d'une unité de soins spéciaux ouverte à Ballymun en 1967, et la première clinique à St Michael's House en 1968 avec une équipe multidisciplinaire. Même si elle admet que des soins en établissement sont parfois nécessaires, elle préconise fortement que ce soit le dernier recours. Stokes promeut l'étude de chaque enfant dans leur milieu familial ; elle souligne la nécessité d'évaluer les besoins du reste de la famille ainsi que la prise en compte du bilan sur la famille élargie d'une prise en charge à plein temps.
Stokes donne fréquemment des conférences et contribue au rapport de 1972 Report of the study group on children's hospital services qui attire l'attention sur les besoins des parents et des familles des personnes handicapées. Elle est rédactrice-conseil pour le documentaire A long way to go (1978) qui enquête sur les problèmes sociaux, émotionnels et médicaux auxquels les jeunes handicapés sont confrontés lorsqu'ils tentent de s'intégrer dans leur communauté. Elle collecte des fonds auprès de Declan Costello (1927-2011), estimant qu'il y a alors 25 000 à 30 000 enfants handicapés en Irlande. Stokes est souvent combative dans ses méthodes pour obtenir un financement gouvernemental, car St Michael's House emploie plus de 200 personnes au milieu des années 1970, en grande partie financée par l'État. Elle dirige le développement de services intégrés à Cheeverstown House et un projet de village à Templeogue. Reconnaissant les avantages de la recherche factuelle, elle recrute Roy McConkey comme directeur de la recherche à St Michael's House. Stokes plaide également pour l'utilisation de technologies émergentes dans les années 1990 pour identifier des marqueurs génétiques pour les troubles chromosomiques.
Elle reçoit le prix People of the Year et le prix Rose Fitzgerald Kennedy Leadership Award en 1990. Stokes est mécène de la Dublin Homeless Girls' Society et gouverneur à vie du Stewart's Hospital de Dublin. En 1976, elle devient membre puis associée (fellow) en 1978 du Royal College of Physicians of Ireland. Elle est membre puis présidente de l'Irish Pediatric Association. Elle siège au conseil d'administration de l'hôpital St Ultan's de 1980, de la British Pediatric Association, du National Rehabilitation Board de 1975 à 1985, du Medico-Social Research Board de 1978 à 1984, du National Health Council de 1985 à 1986 et du National Association des handicapés mentaux d'Irlande.
Jusqu'à sa retraite en 1987, Stokes est pédiatre et consulte aux hôpitaux Baggot Street, St Ultan's et Mercer. Elle rejoint ensuite le conseil d'administration de Cheeverstown House. Elle souffre de sclérose en plaques pendant 35 ans et meurt le 22 mars 2009 alors qu'elle vit au Leeson Street Nursing Home.
Stokes est l'une des femmes commémorées dans le cadre de l'initiative Women on Walls du RCSI en 2019,,.